# Lažany (ort i Tjeckien, lat 50,60, long 15,11)
Lažany är en ort i Tjeckien. Den ligger i den norra delen av landet, 70 km nordost om huvudstaden Prag. Lažany ligger 283 meter över havet och antalet invånare är 214.
Terrängen runt Lažany är kuperad österut, men västerut är den platt. Runt Lažany är det tätbefolkat, med 286 invånare per kvadratkilometer. Närmaste större samhälle är Liberec, 18,8 km norr om Lažany. Trakten runt Lažany består till största delen av jordbruksmark.